# Henny Penny
Henny Penny, más conocido en los Estados Unidos como Chicken Little y, a veces, como Chicken Licken, es un cuento popular europeo con una moraleja en forma de cuento acumulativo sobre un pollo que cree que el mundo está llegando a su fin. La frase «¡El cielo se está cayendo!» ocupa un lugar destacado en la historia y ha pasado al idioma inglés como una forma que indica una creencia histérica o errónea de que el desastre es inminente. Historias similares se remontan a más de 25 siglos, y la fábula se sigue mencionando en una variedad de medios.

## El cuento y su nombre

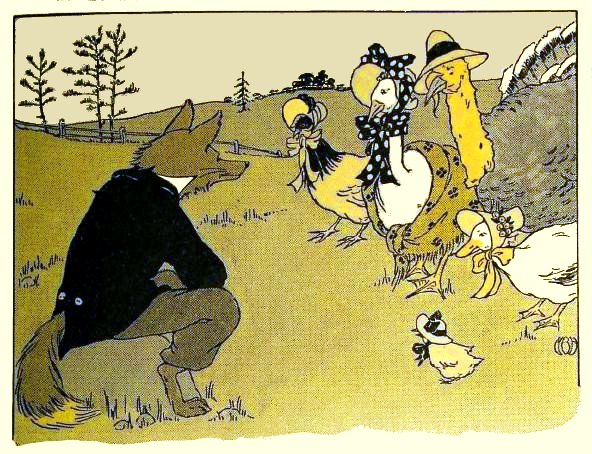
Ilustración del cuento «Chicken Little», 1916

El cuento aparece como tipo 20C en la clasificación Aarne-Thompson-Uther, que incluye ejemplos internacionales de cuentos populares que se burlan de la paranoia y la histeria colectiva. Hay varias versiones occidentales de la historia, de las cuales la más conocida se refiere a un pollito que cree que el cielo se está cayendo cuando una bellota cae sobre su cabeza. El pollito decide contárselo al rey y, en su viaje, se encuentra con otros animales (en su mayoría otras aves) que se unen a él en la búsqueda. Después de este punto, hay muchos finales. En el más conocida, un zorro los invita a su guarida y luego se los come a todos. Alternativamente, la última ave, generalmente llamado Cocky Lockey, sobrevive lo suficiente como para advertir al pollito, que escapa. En otros todos son rescatados y finalmente hablan con el rey.
En la mayoría de las narraciones, los animales tienen nombres que riman, comúnmente Chicken Licken o Chicken Little, Henny Penny o Hen-Len, Cocky Locky, Ducky Lucky o Ducky Daddles, Drakey Lakey, Goosey Loosey o Goosey Poosey, Gander Lander, Turkey Lurkey y Foxy Loxy. o Foxy Woxy.
En los Estados Unidos, el nombre más común para la historia es Chicken Little, como lo atestiguan los libros ilustrados para niños que datan de principios del siglo XIX. En Gran Bretaña y sus otras antiguas colonias, es más conocido como Henny Penny y Chicken Licken, títulos por los que también pasó en los Estados Unidos.

## Historia

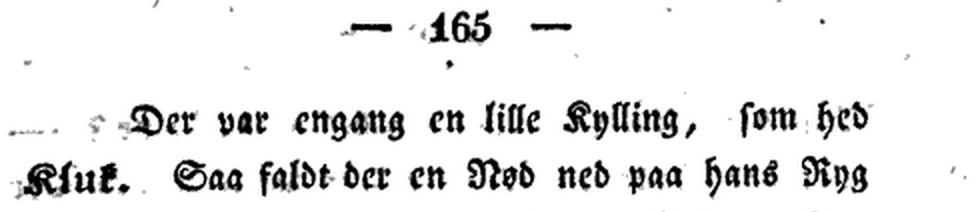
«Había una vez un pollito llamado Kluk»; comienzo de la versión danesa de 1823 del cuento

El cuento era parte de la tradición popular oral y solo comenzó a aparecer impresa después de que los hermanos Grimm establecieron un ejemplo europeo con su colección de cuentos alemanes en los primeros años del siglo XIX. Uno de los primeros en recopilar cuentos de fuentes escandinavas fue Just Mathias Thiele, quien en 1823 publicó una primera versión del cuento de Henny Penny en danés. Los nombres de los personajes son Kylling Kluk, Høne Pøne, Hane Pane, And Svand, Gaase Paase y Ræv Skræv. En el relato sin título de Thiele, una nuez cae sobre la espalda de Kylling Kluk y lo derriba. Luego se dirige a cada uno de los otros personajes, proclamando que «Creó que todo el mundo se está cayendo» y poniéndolos a correr. El zorro Ræv Skræv se suma a la huida y, cuando llegan al bosque, los cuenta por detrás y se los come uno a uno. Finalmente, el cuento fue traducido al inglés por Benjamin Thorpe después de que aparecieran varias otras versiones.
Una vez que la historia comenzó a aparecer en el idioma inglés, los títulos por los que fueron variaron considerablemente y han seguido haciéndolo. John Greene Chandler (1815-1879), un ilustrador y grabador de madera de Petersham, Massachusetts, publicó un libro ilustrado para niños titulado The Remarkable Story of Chicken Little en 1840. En esta versión estadounidense de la fábula, los nombres de los personajes son Chicken Little, Hen-Pen, Duck-Luck, Goose-Loose y Fox-Lox; Chicken Little se asusta cuando una hoja cae sobre su cola.

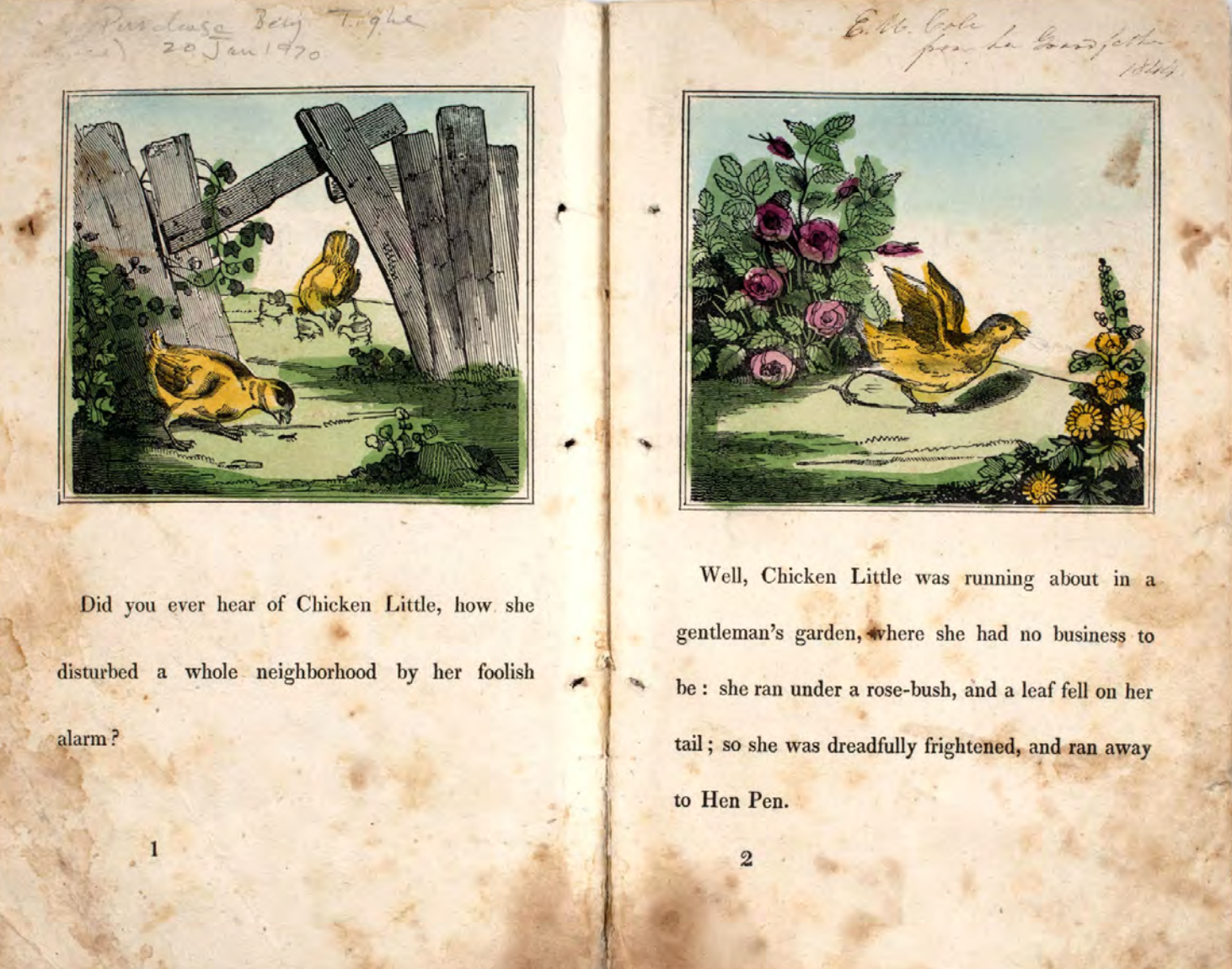
Primeras páginas de The Remarkable Story of Chicken Little (1840)

Una versión escocesa del cuento se encuentra en Popular Rhymes, Fireside Stories, and Amusements of Scotland de Robert Chambers de 1842. Apareció entre las «Fireside Nursery Stories» y se tituló «La gallina y sus compañeros de viaje». Los personajes incluían a Henny Penny, Cocky Locky, Ducky Daddles, Goosie Poosie y un tod sin nombre (zorro). Henny Penny se convenció de que «the lifts were faun» (los cielos se caían) cuando le cayó un guisante en la cabeza.
En 1849, Joseph Orchard Halliwell publicó una versión en inglés «muy diferente» con el título «The Story of Chicken-Licken». En este, Chicken-licken se sobresalta cuando «una bellota cayó sobre su calva» y se encuentra con los personajes Hen-len, Cock-lock, Duck-luck, Drake-lake, Goose-loose, Gander-lander, Turkey-lurkey y Fox-lox.
Le siguió en 1850 «The wonderful story of Henny Penny» en la compilación de Joseph Cundall, The Treasury of pleasure books for young children. Cada cuento allí se presenta como si fuera un libro separado, y en este caso contó con dos ilustraciones de Harrison Weir. En realidad, el cuento es una repetición de la narración de Chambers en inglés estándar, excepto que se retiene la frase en dialecto «so she gaed, and she gaed, and she gaed» y la causa del pánico se traduce mal como «las nubes están cayendo».
La traducción de Benjamin Thorpe de la historia danesa de Thiele se publicó en 1853 y recibió el título de «The Little Chicken Kluk and his companions». Thorpe describe la historia allí como «un colgante de la historia escocesa... impresa en Chambers» y les da a los personajes aproximadamente los mismos nombres que en Chambers.
Comparando las distintas versiones, encontramos que en los cuentos escoceses e ingleses los animales quieren «decirle al rey» que los cielos se están cayendo; mientras que en la versión estadounidense, como en la danesa, no se les da ninguna motivación específica. En todas las versiones son comidos por el zorro, aunque en diferentes circunstancias.
| Fuente                                   | Título                                       | Personaje principal | Otros personajes                                                                       | Evento inicial                                          | Miedo                                            | Motivación                                             | Descenlace                                                                               |
| ---------------------------------------- | -------------------------------------------- | ------------------- | -------------------------------------------------------------------------------------- | ------------------------------------------------------- | ------------------------------------------------ | ------------------------------------------------------ | ---------------------------------------------------------------------------------------- |
| Thiele, 1823                             | [sin título]                                 | Kylling Kluk        | Høne Pøne Hane Pane And Svand Gaase Paase Ræv Skræv                                    | Una nuez cae sobre la espalda de Kylling Kluk           | Todo el mundo se está cayendo (al Verden falder) | Así que corramos (Saa lad os løbe)                     | Raev Skraev corre con ellos hacia el bosque y se los come uno por uno                    |
| Chandler, 1840                           | The Remarkable Story of Chicken Little       | Chicken Little      | Hen Pen Duck Luck Goose Loose Turkey Lurkey Fox Lox                                    | La hoja de un rosal cae sobre la cola de Chicken Little | El cielo se está cayendo                         | Ninguno dado, excepto que Chicken Little está asustado | Fox Lox invita a los animales a su guarida, mata a los demás y se come a Chicken Little  |
| Chambers, 1842                           | «The Hen and Her Fellow-Travellers»          | Henny-penny         | Cocky-locky Ducky-daddles Goose-poosie Tod sin nombre (zorro)                          | Un guisante cae sobre la cabeza de Henny-penny          | «The lifts were faun» (los cielos se caían)      | Ir a contarle al rey sobre esto                        | Un tod los lleva a su madriguera, los obliga a entrar, luego él y sus crías se los comen |
| Halliwell, 1849                          | «The Story of Chicken-licken»                | Chicken-licken      | Hen-len Cock-lock Duck-luck Drake-lake Goose-loose Gander-lander Turkey-lurkey Fox-lox | Una bellota cae sobre la cabeza del pollo               | El cielo se cae                                  | Ir a contarle al rey                                   | Fox-lox se los lleva a su agujero, luego se las come él y sus crías                      |
| Thorpe, 1853 (traducción de Thiele 1823) | «The Little Chicken Kluk and His Companions» | Chicken Kluk        | Henny Penny Cocky Locky Ducky Lucky Goosy Poosy Foxy Coxy                              | Una nuez cae sobre la espalda de Chicken Kluk           | Todo el mundo se está cayendo                    | Entonces corramos                                      | Foxy Coxy corre con ellos hacia el bosque y los come uno por uno                         |

## Uso idiomático

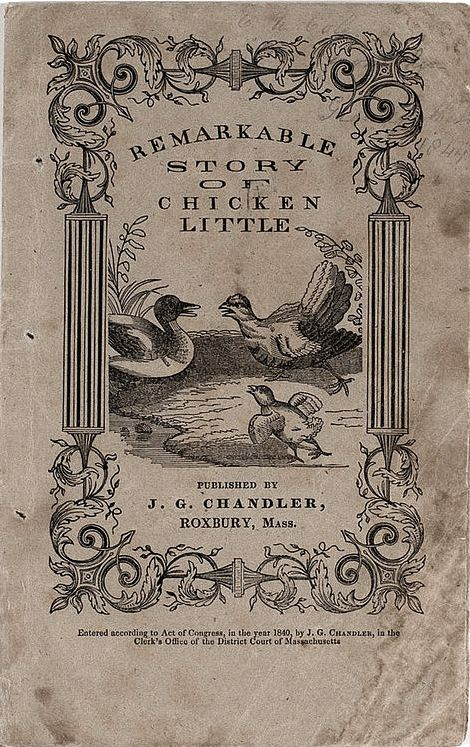
Portada de The Remarkable Story of Chicken Little

El nombre «Chicken Little» y la frase central de la fábula, The sky is falling! («¡El cielo se está cayendo!»), se han aplicado a personas acusadas de tener un miedo irracional, o aquellos que intentan incitar un miedo irracional en quienes les rodean.
El primer uso del nombre Chicken Little para «alguien que advierte o predice calamidades, especialmente sin justificación» registrado por el Merriam-Webster Dictionary es en 1895, pero el uso idiomático del nombre es significativamente anterior a esa atestación. De hecho, este uso se registra en los Estados Unidos muy poco después de la publicación del libro infantil ilustrado de Chandler en 1840. Ya en 1842, un artículo de revista sobre el gobierno de Haití se refería a Chicken Little de manera improvisada. Una «oración» pronunciada en la ciudad de Boston el 4 de julio de 1844 contiene el pasaje:

To hear their harangues on the eve of the election, one would suppose that the fable of Chicken Little was about to become a truth, and that the sky was actually falling.
Al escuchar sus arengas en vísperas de las elecciones, uno supondría que la fábula de Chicken Little estaba a punto de convertirse en realidad, y que el cielo se estaba cayendo.

El alarmismo, ya sea justificado o no, a veces puede provocar una respuesta social llamada síndrome de Chicken Little, que se describe como «inferir conclusiones catastróficas que posiblemente resulten en parálisis». También se ha definido como «una sensación de desesperación o pasividad que bloquea las acciones de la audiencia». El término comenzó a aparecer en la década de 1950 y el fenómeno se ha observado en muchos contextos sociales diferentes.

## Adaptaciones
Walt Disney Pictures ha realizado dos versiones animadas de la historia. La primera fue Chicken Little, un corto animado de 1943 estrenado durante la Segunda Guerra Mundial como parte de una serie producida a pedido del gobierno de los Estados Unidos con el propósito de desacreditar al nazismo. Cuenta una variante de la parábola en la que Foxy Loxy sigue el consejo de un libro de psicología (en el corte original de 1943, es el Mein Kampf) golpeando primero a los menos inteligentes. Chicken Little está convencido por él de que el cielo se está cayendo y azota a la granja con una histeria colectiva, que el zorro sin escrúpulos manipula para su propio beneficio. La comedia negra se usa como una alegoría de la idea de que infundir miedo debilita el esfuerzo de guerra y cuesta vidas. También es una de las versiones de la historia en la que Chicken Little aparece como un personaje distinto de Henny Penny.
La segunda película de Disney fue Chicken Little, muy vagamente adaptada, estrenada en 2005 como una función animada por computadora en 3D. Es una secuela de ciencia ficción actualizada de la fábula original en la que Chicken Little está parcialmente justificado en sus temores. En esta versión, Foxy Loxy cambia de hombre a mujer, y de antagonista principal a matón local. Otra adaptación cinematográfica fue el episodio de televisión animado «Henny Penny» (1999), que formaba parte de la serie de HBO Happily Ever After: Fairy Tales for Every Child. En esta actualización moderna, la historia recibe una interpretación satírica y política.
También ha habido una serie de escenarios musicales. El compositor estadounidense Vincent Persichetti utilizó la fábula como trama de su única ópera The Sibyl: A Parable of Chicken Little (Parábola XX), op. 135 (1976), que se estrenó en 1985. En 1998, se presentó la alegre versión musical de la fábula de Joy Chaitin y Sarah Stevens-Estabrook, «Henny Penny». Diseñado para entre seis y cien actores jóvenes, tiene personajes adicionales como extras opcionales: Funky Monkey, Sheepy Weepy, Mama Llama, Pandy Handy y Giraffy Laughy (además de un agresivo roble).
En Singapur, se realizó un musical más detallado en 2005. Se trataba de The Acorn - the true story of Chicken Licken de Brian Seward. Es una historia de motivaciones mixtas, ya que ciertas criaturas (incluidas algunas entre los 'chicos buenos') se aprovechan del pánico causado por Chicken Licken. En 2007, el cantante y compositor estadounidense Gary Bachlund fijó el texto de la versión de lectura de Margaret Free de «Chicken Little» (The Primer, 1910) para voz alta y piano. En su nota a la partitura, Bachlund deja claro que pretende hacer una referencia al alarmismo y sus trágicas consecuencias.